# إدي وايت (لاعب دوري الرغبي)
إدي وايت (بالإنجليزية: Eddie White)‏ هو لاعب دوري الرغبي أسترالي، ولد في 1883، وتوفي في 1962.